# Люю, Тойво
Отто Тойво Люю настоящая фамилия — Мяхёнен (фин. Otto Toivo Lyy; 20 апреля 1898, Йоэнсуу, Великое княжество Финляндское, Российская империя — 27 июля 1976, Наантали, Финляндия) — финский поэт, редактор и переводчик. Лауреат высшей государственной награды Финляндии для деятелей искусств — Pro Finlandia (1968).

## Биография
Родился в семье портных. В 1918 году окончил Хельсинкский финский педагогический лицей, а затем изучал филологию в Хельсинкском университете .
Работал редактором журнала Suomen Kuvalehti , затем в 1918—1924 годах — в книжном издательстве «Отава» годах, был литературным руководителем издательства «Народная власть» (1924—1928).
Как поэт дебютировал в 1928 году. Переводил поэзию Фридриха Шиллера, Омара Хайяма, Джефри Чосера, Имре Мадача, Песнь о Нибелунгах и др.
Наиболее известен, как создатель текста олимпийского гимна, который он сочинил для летних олимпийских игр в Хельсинки в 1952 году на музыку композитора Яакко Линьяма. На открытии игр его исполнил смешанный хор из 500 человек.

## Избранные публикации
- Tuomivaaran tuolta puolen. 1920
- Lasia. 1935
- Kuin Hellaan heimot: Säkeitä 1939-40. 1940
- Rakeita: Säerivejä ja epigrammeja. 1944
- Metsän poika ja Gulliver: Valittuja runoja. 1946
- Oodi kedon yrteille sekä muita säeimpromptuja. 1950
- Oodi olympiasoihdulle: Olympiahymni. Kuvia saaristomereltä. Säelauselmia. 1953
- Toivo Lyyn kauneimmat runot: Tekijän toimittama valikoima. 1958

## Награды
- Большая литературная премия книжного издательства «Отава» (1948)
- Премия Союза писателей Финляндии (1964)
- Почётный доктор философии Хельсинкского университета (1964)
- Pro Finlandia (1968)